# کلرید توریم (IV)
کلرید توریم(IV) (به انگلیسی: Thorium(IV) chloride) با فرمول شیمیایی ThCl۴ یک ترکیب شیمیایی است. که جرم مولی آن 373.849 g/mol می‌باشد.